# تکور (فلسفه)
تکوّر در فلسفه (به انگلیسی: Involution)
عبارت است از منقبض شدن، در هم رفتن، و بازگشت. در این مورد گفته‌اند خورشید تکور می‌یابد یعنی نور آن جمع می‌شود و در هم می‌پیچید، و نیز در این مورد گفته‌اند: ادوار و اطوار عبارت از دنیاست و اکوار عبارت از آخرت است.
تکوّر را به معنی بازگشت به اصول و انحطاط، و عقب ماندن و فساد و انحلال و پوسیدن یا به معنی تغییرات رجوعی که از پیری برمی‌آید، یا به معنی بازماندن اعضای بدن از انجام وظیفه خود به نحو دائمی یا موقت، به کار می‌بریم؛ و نیز تکوّر به معنی تغییر یا مجموعه تغییرات ارتجاعی است که در مقابل تغییرات مترقی و پیشرو و تطور قرار دارد.
تکوّر به این معنی بازگشت از اختلاف به تجانس و عمومیت یافتن و انتقال از جزئی به کلی و نمایاندن بعضی از عقول به بعضی دیگر است. در پدیدارهای مادی تکوّر به معنی تساوی نیرو و افزایش تناظر و تماثل است.
تکوّر (بر زمین افتادن)، در مقابل تطور (فرگشت‌گرایی) (به انگلیسی: Evolutionnism) قرار دارد.